# 18077 Dianeingrao
18077 Dianeingrao este un asteroid din centura principală de asteroizi.

## Descriere
18077 Dianeingrao este un asteroid din centura principală de asteroizi. A fost descoperit pe 4 martie 2000 în cadrul proiectului CSS. Asteroidul prezintă o orbită caracterizată de o semiaxă mare de 2,27 ua, o excentricitate de 0,16 și o înclinație de 7,8° în raport cu ecliptica.